# Guillén de Castro
Guillén de Castro y Bellvís (Valencia, 4 novembre 1569 – Madrid, 28 luglio 1631) è stato un drammaturgo spagnolo.
È considerato il più importante rappresentante della scuola valenciana della fine del XVI secolo e uno dei più famosi seguaci di Lope de Vega, nella corrente detta della commedia nuova.
Ha pubblicato 26 commedie e gli sono attribuite altre 9 opere drammatiche. La sua fama è legata a Las mocedades del Cid, scritta tra il 1605 e il 1615, basata sui romances scritti a proposito della storia del Cid. Las mocedades è stata ripresa anche da Pierre Corneille nel suo Le Cid del 1636.